# عباس آباد اسكندري (مقاطعة فسا)
عباس‌آباد اسكندري (بالفارسية: عباس‌آباد اسکندری) هي قرية تقع في قسم ششده الريفي في إيران. يقدر عدد سكانها بـ 336 نسمة .